# フランス領赤道アフリカフラン
フランス領赤道アフリカフランは、フランス領赤道アフリカの通貨である。フランス・フランは、1917年からは異なる紙幣、1942年からは硬貨とともに流通していた。1945年に廃止され、CFAフランに置き換えられた。

## 硬貨
1942年には、真鍮製の50セントと1フランの硬貨が導入され、1943年には同じ額面の銅貨が導入された。

## 紙幣
1917年、フランス赤道アフリカの総督府は、1フランと2フランの紙幣を緊急発行した。1925年には、フランス領西アフリカの紙幣を重ね刷りした25フラン紙幣が臨時に発行された。その後、1940年に総督府が1000フランと5000フランの紙幣を緊急発行するまで、紙幣は発行されなかった。その後、1941年には5、10、20、25、100、1000フランの自由フランス紙幣が発行された。1944年にはCaisse Centrale de la France d'Outre-Merが紙幣の製造を担当し、5、10、20、100、1000フランの紙幣を発行した。これらは1945年以降もCFAフランとして流通した。

## 関連記事
- 中央アフリカCFAフラン
- フランスの海外領土と植民地の一覧（英語版）